# Norse Energy
Norse Energy Corp. ASA (OSE: NEC) är ett norskt börsnoterat olje- och gasföretag med stora prospekteringar i USA. Företaget har marktillgångar på 130 000 acre i New York (delstat), USA.  
Norse 97 000 acres i Centrala New York (delstat) och de 23 000 acres i Västra New York har blivit tilldelade sex borrtillstånd vid godkännande av fracking av guvernör Andrew Cuomo.